# Alan O’Brien
Alan O’Brien (* 20. Februar 1985 in Dublin, Irland) ist ein irischer Fußballspieler. O’Brien ist Linksfuß und spielt meistens im linken Mittelfeld.

## Karriere
Mit 16 Jahren schloss O’Brien sich dem U-17 Team von Newcastle United an, das die U-17-Meisterschaft gegen Manchester United gewann. 2005 wurde er an Carlisle United verliehen. Bei seinem Debüt schoss er nach zehn Minuten auf dem Platz ein Tor. O’Brien kam hier allerdings aufgrund einer Verletzung nur fünf Mal zum Einsatz. Am 20. Januar 2007 gab er gegen West Ham United sein Debüt in der Premier League. O’Brien konnte sich im ersten Team von Newcastle aber nie durchsetzen und wechselte so im selben Jahr in die schottische Liga zu Hibernian Edinburgh.
Sein erstes Länderspiel absolvierte der Ire beim Spiel der Iren gegen die Niederlande.